# Il cielo in una stanza
Il cielo in una stanza (срп. Небо у соби) је песма коју је написао Ђино Паоли, а оригинално је снимила италијанска певачица Мина за свој истоимени албум. Песма је објављена као сингл у јуну 1960. Био је то комерцијални успех у Италији, био је на врху топ-листа једанаест узастопних недеља, а касније се вратио на прво место на следеће три недеље. Такође је један од Мининих најпродаванијих синглова у Италији, са процењеном продајом на 500.000 примерака.

## Позиције на листама
| Листа (1960)              | Највиша позиција |
| ------------------------- | ---------------- |
| Италија (Musica e dischi) | 1                |